# Kirbya praecox
Kirbya praecox là một loài ruồi trong họ Tachinidae.